# ロス・カティオス国立公園
ロス・カティオス国立公園は、コロンビア北西部、チョコ県の国境付近に広がる国立公園である。国境を挟んだパナマ側にはダリエン国立公園が広がり、一帯の自然環境をともに保存することに貢献している。

## 概要
国立公園が設定されたのは1974年のことである。当初は520 km2 を対象とする国立公園だったが、1980年に面積720 km2に拡大された。それでも、1980年に設定されたパナマのダリエン国立公園（5970 km2）に比べるとかなり狭いが、中央アメリカと南アメリカ大陸の接点にあたるこの地域に独特な動物相を守る上で重要な役割を果たしている。南北アメリカ大陸を縦断するパンアメリカンハイウェイも、ダリエン国立公園とロス・カティオス国立公園が存在する地域では途切れている。
ダリエン国立公園と隣接しているため、ロス・カティオス国立公園に見られる動物相や植物相はほぼ共通のものである。アトラト川流域に広がる熱帯雨林は、かつて間氷期の海面上昇時にも水没を免れたことで、多くの生物種にとって避難所の役割を果たしたとも言われており、北上してきた動物種や南下してきた動物種による独特の動物相が形成されている。また、公園内には山地や湿地帯もあり、固有種の植物が多く生えている。
哺乳類は、世界最大の齧歯類であるカピバラのほか、オセロット、マントホエザル、オオアリクイ、ベアードバクなどが棲息している。鳥類は400種以上が確認されており、これはコロンビア国内で確認されている鳥類のおよそ4分の1に相当する。爬虫類は南アメリカ大陸で珍しいアメリカワニが見られる。

## 世界遺産

### 登録基準
この世界遺産は世界遺産登録基準のうち、以下の条件を満たし、登録された（以下の基準は世界遺産センター公表の登録基準からの翻訳、引用である）。
- (9) 陸上、淡水、沿岸および海洋生態系と動植物群集の進化と発達において進行しつつある重要な生態学的、生物学的プロセスを示す顕著な見本であるもの。
- (10) 生物多様性の本来的保全にとって、もっとも重要かつ意義深い自然生息地を含んでいるもの。これには科学上または保全上の観点から、すぐれて普遍的価値を持つ絶滅の恐れのある種の生息地などが含まれる。

### 危機遺産
違法な伐採による森林環境の悪化などから、2009年に危機にさらされている世界遺産(危機遺産)リストに登録された。2015年に危機遺産リストからは除去された。

## 観光
一帯はゲリラなどの存在によって治安が悪く、日本の外務省は渡航の延期を勧告している。